# Philipp Vincent Wells
Philipp Vincent Wells  ( 1928 - 2004 ) fue un botánico, fitosociólogo, y explorador estadounidense; desarrollando expediciones botánicas pro EE. UU. y México. Trabajó académicamente entre otras, en el "Departamento de Botánica, DUKE UNIVERSITY DURHAM

## Algunas publicaciones
- Philip V. Wells, Lora Mangum Shields. 1964. Distribution of Larrea divaricata in relation to a temperature inversion at Yucca Flat, Southern Nevada. Volumen 9, N.º 2 de Southwestern naturalist. Ed. Southwestern Association of Naturalists. 8 pp.
- ------------, Gordon E. Morley. 1964. Composition of Baldwin woods: an oak-hickory forest in eastern Kansas. Ed. Kansas Academy of Science. 5 pp.

### Libros
- 1976. A climax index for broadleaf forest: an _n-dimensional, ecomorphological model of succession. 46 pp.
- 2000. The manzanitas of California: also of Mexico and the world. Ed. P.V. Wells. 151 pp. ISBN 0933994222

- La abreviatura «P.V.Wells» se emplea para indicar a Philipp Vincent Wells como autoridad en la descripción y clasificación científica de los vegetales.[2]